# Montserrat Venturós
Montserrat Venturós i Villalba (Berga, 1985) es una política y activista española. De 2015 a 2021 fue alcaldesa de Berga por el partido Candidatura d'Unitat Popular (CUP).

## Biografía
Empezó estudios de derecho en la Universidad de Barcelona, pero no los terminó, y desde muy joven Venturós ha regentado una tienda de ultramarinos en Berga. Es miembro del consejo de redacción del diario "l'Accent" (El Acento) y desde el 2000 es militante del Casal Panxo. Está estrechamente vinculada a movimientos de recuperación de la memoria histórica y colabora en la liga de los Derechos de los Pueblos en defensa de Chechenia y el Cáucaso septentrional.

## Trayectoria
El 4 de noviembre del 2016 los Mozos de Escuadra la detuvieron por negarse a declarar en dos ocasiones ante el juez, que incoaba expediente contra ella por no descolgar la bandera independentista catalana, la estelada, de los balcones del Ayuntamiento de Berga. En junio de 2018 fue condenada por estos hechos por el juzgado de lo Penal n.º 2 de Manresa a tres meses de multa, a razón de seis euros diarios, seis meses de inhabilitación especial para cargo público y al pago de las costas del juicio.